# Mistrzostwa Europy U-21 w Piłce Nożnej 2013
Mistrzostwa Europy U-21 w piłce nożnej 2013 odbyły się w Izraelu. Była to 19. edycja turnieju rozgrywanego pod egidą UEFA. Gospodarz został wybrany 27 stycznia 2011 w Nyonie.

## Kwalifikacje
Losowanie grup eliminacyjnych zostało przeprowadzone 3 lutego 2011 roku. Faza grupowa rozpoczęła się 25 marca 2011 roku. 52 drużyny narodowe podzielono na 10 grup, w których znajdowały się 5 lub 6 zespołów. Zespoły spotykały się po dwa razy, u siebie i na wyjeździe. Zespoły z pierwszych miejsc i cztery najlepsze zespoły z pierwszych miejsc awansowały do play-offów. W play-offach czternaście drużyn podzielono na 7 par. Siedem zwycięzców dwumeczu awansowało do finałowego turnieju.
Finaliści:
- Anglia
- Hiszpania
- Holandia
- Izrael
- Niemcy
- Norwegia
- Rosja
- Włochy

## Stadiony
| Jerozolima        | Netanja           | Petach Tikwa       | Tel Awiw-Jafa      |
| ----------------- | ----------------- | ------------------ | ------------------ |
| Stadion Teddy     | Stadion Netanja   | Stadion ha-Moszawa | Stadion Bloomfield |
| Pojemność: 31 733 | Pojemność: 13 610 | Pojemność: 11 500  | Pojemność: 14 413  |
|                   |                   |                    |                    |

## Sędziowie
W grudniu 2012 roku ogłoszono, że spotkania tego turnieju będą prowadzili następujący arbitrzy główni:
- Ivan Bebek;
- Serhij Bojko;
- Antony Gautier;
- Paweł Gil;
- Ovidiu Hațegan;
- Matej Jug.

Ponadto ogłoszono, że podczas tych mistrzostw arbitrom głównym pomagać też będą dodatkowi asystenci za bramkami.

## Faza grupowa
Losowanie fazy grupowej odbyło się 28 listopada 2012 roku w Tel Awiwie.

### Grupa A
| Zespół        | M | W | R | P | Br+ | Br- | GD | Pkt |
| ------------- | - | - | - | - | --- | --- | -- | --- |
| Włochy U-21   | 3 | 2 | 1 | 0 | 6   | 1   | +5 | 7   |
| Norwegia U-21 | 3 | 1 | 2 | 0 | 6   | 4   | +2 | 5   |
| Izrael U-21   | 3 | 1 | 1 | 1 | 3   | 6   | -3 | 4   |
| Anglia U-21   | 3 | 0 | 0 | 3 | 1   | 5   | -4 | 0   |

| 5 czerwca 2013 19:00 | Izrael U-21 · Biton 16' · Turgeman 71' | 2 – 2Raport | Norwegia U-21 · 24' Pedersen · 90+2' Singh | Stadion Netanja, Netanja Widzów: 10,850 Sędzia: Paweł Gil |
|                      |                                        |             |                                            |                                                           |

| 5 czerwca 2013 21:30 | Anglia U-21 | 0 – 1Raport | Włochy U-21 · 79' Insigne | Stadion Bloomfield, Tel Awiw-Jafa Widzów: 10,660 Sędzia: Antony Gautier |
|                      |             |             |                           |                                                                         |

| 8 czerwca 2013 18:00 | Anglia U-21 · Dawson 57' (k) | 1 – 3Raport | Norwegia U-21 · 15' Semb Berge · 34' Berget · 52' Eikrem | Stadion ha-Moszawa, Petach Tikwa Widzów: 6,150 Sędzia: Serhij Bojko |
|                      |                              |             |                                                          |                                                                     |

| 8 czerwca 2013 20:30 | Włochy U-21 · Saponara 18' · Gabbiadini 42', 53' · Florenzi 71' | 4 – 0Raport | Izrael U-21 | Stadion Bloomfield, Tel Awiw-Jafa Widzów: 13,750 Sędzia: Ovidiu Hațegan |
|                      |                                                                 |             |             |                                                                         |

| 11 czerwca 2013 19:00 | Izrael U-21 · Kriaf 80' | 1 – 0Raport | Anglia U-21 | Teddy Kollek Stadium, Jerozolima Sędzia: Serhij Bojko |
|                       |                         |             |             |                                                       |

| 11 czerwca 2013 19:00 | Norwegia U-21 · Strandberg 90' (k.) | 1 – 1Raport | Włochy U-21 · 90+4' Bertolacci | Stadion Bloomfield, Tel Awiw-Jafa Sędzia: Ivan Bebek |
|                       |                                     |             |                                |                                                      |

### Grupa B
| Zespół         | M | W | R | P | Br+ | Br- | GD | Pkt |
| -------------- | - | - | - | - | --- | --- | -- | --- |
| Hiszpania U-21 | 3 | 3 | 0 | 0 | 5   | 0   | +5 | 9   |
| Holandia U-21  | 3 | 2 | 0 | 1 | 8   | 6   | +2 | 6   |
| Niemcy U-21    | 3 | 1 | 0 | 2 | 4   | 5   | -1 | 3   |
| Rosja U-21     | 3 | 0 | 0 | 3 | 2   | 8   | -6 | 0   |

| 6 czerwca 2013 19:00 | Hiszpania U-21 · Morata 82' | 1 – 0Raport | Rosja U-21 | Teddy Kollek Stadium, Jerozolima Widzów: 8,127 Sędzia: Matej Jug |
|                      |                             |             |            |                                                                  |

| 6 czerwca 2013 21:30 | Holandia U-21 · Maher 24' · Wijnaldum 38' · Fer 90' | 3 – 2Raport | Niemcy U-21 · 47' (k.) Rudy · 81' Holtby | Stadion ha-Moszawa, Petach Tikwa Widzów: 10,248 Sędzia: Ivan Bebek |
|                      |                                                     |             |                                          |                                                                    |

| 9 czerwca 2013 18:00 | Holandia U-21 · Wijnaldum 39' · de Jong 61' · John 69' · Hoesen 83' · Fer 90+2' | 5 – 1Raport | Rosja U-21 · 65' Czeryszew | Teddy Kollek Stadium, Jerozolima Widzów: 2,000 Sędzia: Antony Gautier |
|                      |                                                                                 |             |                            |                                                                       |

| 9 czerwca 2013 20:30 | Niemcy U-21 | 0 – 1Raport | Hiszpania U-21 · 86' Morata | Stadion Netanja, Netanja Widzów: 11,750 Sędzia: Paweł Gil |
|                      |             |             |                             |                                                           |

| 12 czerwca 2013 19:00 | Hiszpania U-21 · Morata 26' · Isco 32' · Vazquez 90+1' | 3 – 0Raport | Holandia U-21 | Stadion ha-Moszawa, Petach Tikwa Sędzia: Ovidiu Hațegan |
|                       |                                                        |             |               |                                                         |

| 12 czerwca 2013 19:00 | Rosja U-21 · Dzagojew 22' | 1 – 2Raport | Niemcy U-21 · 34' Herrmann · 69' Rudy | Stadion Netanja, Netanja Sędzia: Matej Jug |
|                       |                           |             |                                       |                                            |

## Faza pucharowa
|  |                           |                |                |                         |   |             |             |       |
|  | Półfinał                  | Półfinał       | Półfinał       |                         |   | Finał       | Finał       | Finał |
|  | Półfinał                  | Półfinał       | Półfinał       |                         |   | Finał       | Finał       | Finał |
|  | 15 czerwca – Netanja      |                |                |                         |   |             |             |       |
|  |                           |                |                |                         |   |             |             |       |
|  | Włochy U-21               | Włochy U-21    | 1              |                         |   |             |             |       |
|  | Włochy U-21               | Włochy U-21    | 1              | 18 czerwca – Jerozolima |   |             |             |       |
|  | Holandia U-21             | Holandia U-21  | 0              |                         |   |             |             |       |
|  | Holandia U-21             | Holandia U-21  | 0              |                         |   | Włochy U-21 | Włochy U-21 | 2     |
|  | 15 czerwca – Petach Tikwa |                |                |                         |   | Włochy U-21 | Włochy U-21 | 2     |
|  |                           |                | Hiszpania U-21 | Hiszpania U-21          | 4 |             |             |       |
|  | Hiszpania U-21            | Hiszpania U-21 | Hiszpania U-21 | Hiszpania U-21          | 4 | 3           |             |       |
|  | Hiszpania U-21            | Hiszpania U-21 |                |                         |   |             |             |       |
|  | Norwegia U-21             | Norwegia U-21  | 0              |                         |   |             |             |       |
|  | Norwegia U-21             | Norwegia U-21  | 0              |                         |   |             |             |       |

### Półfinały
| 15 czerwca 2013 17:30 | Hiszpania U-21 · Rodrigo 45+1' · Isco 87' · Morata 90+3' | 3 – 0Raport | Norwegia U-21 | Stadion ha-Moszawa, Petach Tikwa Sędzia: Serhij Bojko |
|                       |                                                          |             |               |                                                       |

| 15 czerwca 2013 20:30 | Włochy U-21 · Borini 79' | 1 – 0Raport | Holandia U-21 | Stadion Netanja, Netanja Sędzia: Ovidiu Hațegan |
|                       |                          |             |               |                                                 |

### Finał
| 18 czerwca 2013 19:00 | Hiszpania U-21 · Thiago 6', 31', 38' (k) · Isco 66' (k) | 4 – 2 | Włochy U-21 · 10' Immobile · 80' Borini | Teddy Kollek Stadium, Jerozolima Sędzia: Matej Jug |
|                       |                                                         |       |                                         |                                                    |

## Strzelcy
4 gole
- Álvaro Morata

3 gole
- Thiago Alcântara
- Isco

2 gole
- Leroy Fer
- Georginio Wijnaldum
- Sebastian Rudy
- Fabio Borini
- Manolo Gabbiadini

1 gol
- Craig Dawson
- Rodrigo Moreno
- Álvaro Vázquez
- Danny Hoesen
- Ola John
- Luuk de Jong
- Adam Maher
- Nir Biton
- Ofir Kriaf
- Alon Turgeman
- Patrick Herrmann
- Lewis Holtby
- Jo Inge Berget
- Marcus Pedersen
- Fredrik Semb Berge
- Harmeet Singh
- Stefan Strandberg
- Magnus Wolff Eikrem
- Dienis Czeryszew
- Ałan Dzagojew
- Andrea Bertolacci
- Alessandro Florenzi
- Ciro Immobile
- Lorenzo Insigne
- Riccardo Saponara